# Levring (plaats)
Levring is een plaats in de Deense regio Midden-Jutland, gemeente Silkeborg. De plaats telt 242 inwoners (2008).

## Geboren
- Lars Bastrup (1955), voetballer